# Brădățel (okręg Suczawa)
Brădățel – wieś w Rumunii, w okręgu Suczawa, w gminie Horodniceni. W 2011 roku liczyła 536 mieszkańców. 